# زدنكا مالكوفا
زدنكا مالكوفا (بالتشيكية: Zdeňka Málková)‏ مواليد 19 يناير 1975 في تشيكوسلوفاكيا، هي لاعبة كرة مضرب تشيكية سابقة بدأت مسيرتها كمحترفة سنة 1990، اعتزلت اللعب في 1998. أعلى تصنيف لها في الفردي كان المركز الـ 168 في سنة 1992. أعلى تصنيف لها في الزوجي كان المركز الـ 213 في سنة 1991.

## النهائيات

### الفردي (5–3)
| الحصيلة | الرقم | التاريخ        | الدورة                 | الأرضية | المنافس          | النتيجة            |
| ------- | ----- | -------------- | ---------------------- | ------- | ---------------- | ------------------ |
| الفوز   | 1.    | 15 يوليو 1991  | كارلوفي فاري           | ترابية  | كاتيا أولجكلوس   | 6–4, 2–6, 7–6(7–0) |
| الفوز   | 2.    | 25 أبريل 1994  | نويدورفل، النمسا       | ترابية  | بترا شفارتز      | 6–1, 6–2           |
| الوصافة | 1.    | 13 يونيو 1994  | ماريبور 1، سلوفينيا    | ترابية  | تاتيانا جيكمنيكا | 1–6, 7–6(8–6), 3–6 |
| الفوز   | 3.    | 31 يوليو 1995  | هورب آم نيكار، ألمانيا | ترابية  | تياشا جيزيرنيك   | 2–6, 6–1, 6–3      |
| الفوز   | 4.    | 8 يوليو 1996   | آمرسفورت، هولندا       | ترابية  | تومو هوتا        | 6–2, 6–3           |
| الوصافة | 2.    | 11 نوفمبر 1996 | ساو باولو 5، البرازيل  | ترابية  | سيليست سينتين    | 3–6, 4–6           |
| الوصافة | 3.    | 18 نوفمبر 1996 | ساو باولو 6، البرازيل  | ترابية  | إيرينا سليوتينا  | 2–6, 4–6           |
| الفوز   | 5.    | 7 أبريل 1997   | غالاتينا، إيطاليا      | ترابية  | لورا فودورين     | 5–7, 6–4, 6–2      |

## روابط خارجية
- زدنكا مالكوفا على موقع رابطة محترفات التنس (الإنجليزية)
- زدنكا مالكوفا على موقع الاتحاد الدولي لكرة المضرب (الإنجليزية)
- زدنكا مالكوفا على موقع خلاصة التنس.كوم (الإنجليزية)